# 熱血!島田塾〜おれたちホンキ宣言〜
『熱血!島田塾〜おれたちホンキ宣言〜』（ねっけつしまだじゅく おれたちホンキせんげん）は、1999年4月12日から同年6月21日までテレビ朝日系列局で放送されていたテレビ朝日製作のドキュメンタリー番組である。全11回。放送時間は毎週月曜 19:00 - 20:00 （日本標準時）。

## 概要
様々な夢を持った若者たちが夢を実現するために仲間と協力したり応援してもらって夢に一歩ずつ近づいていく番組である。

## 出演者

### 司会
- 島田紳助 - 先生役で出演。
- テレビ朝日の女性アナウンサー

### ナレーター
- 木村匡也

## ネット局
| 放送対象地域  | 放送局           | 系列           | 備考               |
| ------------- | ---------------- | -------------- | ------------------ |
| 関東広域圏    | テレビ朝日       | テレビ朝日系列 | 制作局             |
| 北海道        | 北海道テレビ     | テレビ朝日系列 |                    |
| 青森県        | 青森朝日放送     | テレビ朝日系列 |                    |
| 岩手県        | 岩手朝日テレビ   | テレビ朝日系列 |                    |
| 宮城県        | 東日本放送       | テレビ朝日系列 |                    |
| 秋田県        | 秋田朝日放送     | テレビ朝日系列 |                    |
| 山形県        | 山形テレビ       | テレビ朝日系列 |                    |
| 福島県        | 福島放送         | テレビ朝日系列 |                    |
| 新潟県        | 新潟テレビ21     | テレビ朝日系列 |                    |
| 長野県        | 長野朝日放送     | テレビ朝日系列 |                    |
| 静岡県        | 静岡朝日テレビ   | テレビ朝日系列 |                    |
| 石川県        | 北陸朝日放送     | テレビ朝日系列 |                    |
| 中京広域圏    | 名古屋テレビ     | テレビ朝日系列 |                    |
| 近畿広域圏    | 朝日放送         | テレビ朝日系列 | 現：朝日放送テレビ |
| 広島県        | 広島ホームテレビ | テレビ朝日系列 |                    |
| 山口県        | 山口朝日放送     | テレビ朝日系列 |                    |
| 香川県 岡山県 | 瀬戸内海放送     | テレビ朝日系列 |                    |
| 愛媛県        | 愛媛朝日テレビ   | テレビ朝日系列 |                    |
| 福岡県        | 九州朝日放送     | テレビ朝日系列 |                    |
| 長崎県        | 長崎文化放送     | テレビ朝日系列 |                    |
| 熊本県        | 熊本朝日放送     | テレビ朝日系列 |                    |
| 大分県        | 大分朝日放送     | テレビ朝日系列 |                    |
| 鹿児島県      | 鹿児島放送       | テレビ朝日系列 |                    |
| 沖縄県        | 琉球朝日放送     | テレビ朝日系列 |                    |

## スタッフ
- プロデューサー：川端信晃
- 制作協力：吉本興業、ウッドオフィス
- 制作著作：テレビ朝日

| テレビ朝日系列 月曜19:00枠                          | テレビ朝日系列 月曜19:00枠                                          | テレビ朝日系列 月曜19:00枠                                     |
| 前番組                                              | 番組名                                                              | 次番組                                                         |
| --------------------------------------------------- | ------------------------------------------------------------------- | -------------------------------------------------------------- |
| 禁断!ハダカの王様 （1998年10月12日 - 1999年3月8日） | 熱血!島田塾〜おれたちホンキ宣言〜 （1999年4月12日 - 1999年6月21日） | 激マジ!!〜ティーンのホンネ〜 （1999年7月5日 - 1999年12月13日） |